# Nikolaj Morilov
Nikolaj Morilov, född den 11 augusti 1986, är en rysk längdåkare.
Morilov gjorde sin första tävling i världscupen 2004 och han har tävlat regelbundet sedan säsongen 2006/2007. Främst har Morilov tävlat i sprintdistanserna och hans största merit är silvret från VM 2007 i lagsprint tillsammans med Vasilij Rotjev.